# Cumbres and Toltec Scenic Railroad
| Streckenlänge: | 102,04 km                 |                                                 |                                                 |
| Spurweite: | 914 mm (engl. 3-Fuß-Spur) |                                                 |                                                 |
| Maximale Neigung: | 40 ‰                      |                                                 |                                                 |
| Minimaler Radius: | 72 m                      |                                                 |                                                 |
| Zweigleisigkeit: | nein                      |                                                 |                                                 |
| |                           |                                                 |                                                 |
| \| \| \| Normalspuriges Netz von CXRG und D&RGW \| \| \| \| \| CXRG nach Alamosa \| \| \| \| \| \| \| \| \| \| Antonito (aufgelassener Keilbahnhof) \| \| \| \| \| ehem. Chili Line der D&RGW nach Santa Fe, NM \| \| \| \| 0,00 \| Antonito mit Depot, Wendeschleife \| 2405 m ü. M. \| \| \| \| \| \| \| \| \| US Highway 285 \| \| \| \| \| Country Road E5 \| \| \| \| \| 4× Wasserdurchlass \| \| \| \| \| Staatsgrenze Colorado / New Mexico \| \| \| \| \| Big Horn Loop mit Wassertank \| 2584 m ü. M. \| \| \| \| Valdez Wassertank \| \| \| \| \| \| \| \| \| \| Big Horn Wye Gleisdreieck \| \| \| \| 41,67 \| Sublette \| 2828 m ü. M. \| \| \| \| Toltec mit Ausweiche \| \| \| \| 48,67 \| Mud Tunnel (106 m) \| Mud Tunnel (106 m) \| \| \| 56,23 \| Rock (Toltec) Tunnel (112 m) \| Rock (Toltec) Tunnel (112 m) \| \| \| \| Wendeschleife \| \| \| \| 61,38 \| Osier mit Ausweiche, Wassertank \| Osier mit Ausweiche, Wassertank \| \| \| \| Fdr 103 \| \| \| \| 63,95 \| Cascade Trestle Bridge (120 m Länge, 42 m Höhe) \| Cascade Trestle Bridge (120 m Länge, 42 m Höhe) \| \| \| \| Rio de los Pinos Trestle Bridge (52 m) \| \| \| \| \| Ausweichstelle \| \| \| \| \| Los Pinos Wassertank \| \| \| \| \| Gleisdreieck \| \| \| \| \| Road 17 \| \| \| \| 80,81 \| Cumbres Pass mit Ausweiche \| 3055 m ü. M. \| \| \| \| Wolf Creek \| \| \| \| \| Windy Point \| \| \| \| \| Road 17 \| \| \| \| \| max. Steigung 40 ‰ \| \| \| \| \| Cresco Wassertank \| \| \| \| \| Ausweichstelle \| \| \| \| \| Staatsgrenze Colorado / New Mexico \| \| \| \| \| Road 17 \| \| \| \| \| Road 445 \| \| \| \| 87,91 \| Lobato Trestle Bridge (94 m Länge, 30 m Höhe) \| Lobato Trestle Bridge (94 m Länge, 30 m Höhe) \| \| \| \| Lobato mit Ausweiche \| \| \| \| \| Road 17 \| \| \| \| \| Rio Chama (72 m) \| \| \| \| 102,04 \| Chama (New Mexico) mit Depot \| 2396 m ü. M. \| \| \| 102,76 \| Gleisdreieck \| Gleisdreieck \| \| \| \| Road 17 \| \| \| \| \| ehem. RGS nach Tierra Amarilla, NM \| \| \| \| 103,23 \| aktuelles Gleisende (April 2024) \| aktuelles Gleisende (April 2024) \| \| \| \| ehem. D&RGW nach Durango, aufgelassen 1969 \| \| |                           |                                                 |                                                 |
| |                           | Normalspuriges Netz von CXRG und D&RGW          |                                                 |
| |                           | CXRG nach Alamosa                               |                                                 |
| Abzweig ehemals geradeaus und nach links · Strecke von rechts |                           |                                                 |                                                 |
| Bahnhof (Strecke außer Betrieb) · ehemaliger Bahnhof |                           | Antonito (aufgelassener Keilbahnhof)            | Antonito (aufgelassener Keilbahnhof)            |
| Abzweig geradeaus und von links (Strecke außer Betrieb) · Abzweig ehemals quer und nach links |                           | ehem. Chili Line der D&RGW nach Santa Fe, NM    | ehem. Chili Line der D&RGW nach Santa Fe, NM    |
| Kopfbahnhof Streckenanfang | 0,00                      | Antonito mit Depot, Wendeschleife               | 2405 m ü. M.                                    |
| Strecke von links · Strecke nach rechts |                           |                                                 |                                                 |
| Bahnübergang |                           | US Highway 285                                  | US Highway 285                                  |
| Bahnübergang |                           | Country Road E5                                 | Country Road E5                                 |
| Brücke |                           | 4× Wasserdurchlass                              | 4× Wasserdurchlass                              |
| Grenze |                           | Staatsgrenze Colorado / New Mexico              | Staatsgrenze Colorado / New Mexico              |
| |                           | Big Horn Loop mit Wassertank                    | 2584 m ü. M.                                    |
| ehemalige Blockstelle |                           | Valdez Wassertank                               | Valdez Wassertank                               |
| Brücke |                           |                                                 |                                                 |
| Abzweig geradeaus, nach links und von links |                           | Big Horn Wye Gleisdreieck                       | Big Horn Wye Gleisdreieck                       |
| Bahnhof | 41,67                     | Sublette                                        | 2828 m ü. M.                                    |
| Dienststation / Betriebs- oder Güterbahnhof |                           | Toltec mit Ausweiche                            | Toltec mit Ausweiche                            |
| Tunnel | 48,67                     | Mud Tunnel (106 m)                              | Mud Tunnel (106 m)                              |
| Tunnel | 56,23                     | Rock (Toltec) Tunnel (112 m)                    | Rock (Toltec) Tunnel (112 m)                    |
| |                           | Wendeschleife                                   |                                                 |
| Bahnhof | 61,38                     | Osier mit Ausweiche, Wassertank                 | Osier mit Ausweiche, Wassertank                 |
| Bahnübergang |                           | Fdr 103                                         | Fdr 103                                         |
| Brücke über Wasserlauf | 63,95                     | Cascade Trestle Bridge (120 m Länge, 42 m Höhe) | Cascade Trestle Bridge (120 m Länge, 42 m Höhe) |
| Brücke über Wasserlauf |                           | Rio de los Pinos Trestle Bridge (52 m)          | Rio de los Pinos Trestle Bridge (52 m)          |
| Dienststation / Betriebs- oder Güterbahnhof |                           | Ausweichstelle                                  | Ausweichstelle                                  |
| Blockstelle |                           | Los Pinos Wassertank                            | Los Pinos Wassertank                            |
| Abzweig geradeaus, nach rechts und von rechts |                           | Gleisdreieck                                    | Gleisdreieck                                    |
| Bahnübergang |                           | Road 17                                         | Road 17                                         |
| Bahnhof | 80,81                     | Cumbres Pass mit Ausweiche                      | 3055 m ü. M.                                    |
| Brücke |                           | Wolf Creek                                      | Wolf Creek                                      |
| Strecke |                           | Windy Point                                     | Windy Point                                     |
| Bahnübergang |                           | Road 17                                         | Road 17                                         |
| Strecke |                           | max. Steigung 40 ‰                              | max. Steigung 40 ‰                              |
| Blockstelle |                           | Cresco Wassertank                               | Cresco Wassertank                               |
| Dienststation / Betriebs- oder Güterbahnhof |                           | Ausweichstelle                                  | Ausweichstelle                                  |
| Grenze |                           | Staatsgrenze Colorado / New Mexico              | Staatsgrenze Colorado / New Mexico              |
| Bahnübergang |                           | Road 17                                         | Road 17                                         |
| Bahnübergang |                           | Road 445                                        | Road 445                                        |
| Brücke über Wasserlauf | 87,91                     | Lobato Trestle Bridge (94 m Länge, 30 m Höhe)   | Lobato Trestle Bridge (94 m Länge, 30 m Höhe)   |
| Dienststation / Betriebs- oder Güterbahnhof |                           | Lobato mit Ausweiche                            | Lobato mit Ausweiche                            |
| Bahnübergang |                           | Road 17                                         | Road 17                                         |
| Brücke über Wasserlauf |                           | Rio Chama (72 m)                                | Rio Chama (72 m)                                |
| Bahnhof | 102,04                    | Chama (New Mexico) mit Depot                    | 2396 m ü. M.                                    |
| Abzweig geradeaus, nach links und von links · Strecke von rechts | 102,76                    | Gleisdreieck                                    | Gleisdreieck                                    |
| Bahnübergang |                           | Road 17                                         | Road 17                                         |
| Strecke |                           | ehem. RGS nach Tierra Amarilla, NM              | ehem. RGS nach Tierra Amarilla, NM              |
| | 103,23                    | aktuelles Gleisende (April 2024)                | aktuelles Gleisende (April 2024)                |
| |                           | ehem. D&RGW nach Durango, aufgelassen 1969      |                                                 |

Die Cumbres & Toltec Scenic Railroad ist seit 1971 eine Schmalspur-Museumseisenbahn mit 914,4 Millimetern (entsprechen 3 Fuß) Spurweite in den Rocky Mountains. Sie war Teil eines vormals großen Schmalspurbahnnetzes der Denver and Rio Grande Western Railroad rund um Chama (New Mexico). Nach der Stilllegung des Bahnnetzes konnte die Teilstrecke nach Antonito (Colorado) mit einer Länge von 102 Kilometern (63 Meilen) durch Eisenbahnfreunde vor dem Rückbau bewahrt werden.
Laut Eigenwerbung ist sie die höchstgelegene Schmalspurbahn in den USA. Eingesetzt werden fast ausschließlich Schlepptenderloks, die Museumsbahn besitzt aber auch Dieselloks. Seit 2012 ist die Bahnstrecke unter dem Namen Denver & Rio Grande Railroad San Juan Extension als National Historic Landmark der USA ausgezeichnet.

## Geschichte
Nachdem die Denver and Rio Grande Railway (D&RG) mit ihrer San Juan Extension von Alamosa (Colorado) aus nach Süden im März 1880 Antonito erreichte, begannen unmittelbar im Anschluss die Gleisbauarbeiten für die Verlängerung der Strecke von Antonito weiter nach Westen nach Chama und kam dort am 31. Dezember 1880 an. Von dort wurde die Strecke weitergebaut bis nach Durango (Colorado). Der Zweck dieser Verlängerung bestand darin, die Bodenschätze rund um die Gegend um Silverton (Colorado) zu erschließen. Das Unternehmen entschied sich für die Schmalspur von drei Fuß anstelle der Normalspur, weil die Schmalspur billiger zu bauen war und eine Schmalspurbahn Kurven mit kleinerem Radius bewältigen konnte. So konnten Gleise dort verlegt werden, wo die Normalspur nicht hingepasst hätte, da alleine der Gleisdamm mit lediglich 10 Fuß Breite deutlich schmaler ist als der von 15 Fuß Breite für eine normalspurige Bahn.
Als die Bahnstrecke in Chama ankam, wurden weitere Eisenbahngesellschaften gegründet, um das Holz der örtlichen Wälder zu nutzen. Dies führte zu einer florierenden Holzwirtschaft, westlich und südlich der Stadt entstanden zahlreiche Sägewerke. Diese sorgten für eine stetige Einnahmequelle für die Eisenbahnen bis zu deren Stilllegungen Ende der 1960er Jahre.
Nach dem Zweiten Weltkrieg gab es rund um Farmington (New Mexico) einen Ölboom. Dieser Boom bescherte der D&RG einen enormen Anstieg der Einnahmen. Diese Einnahmen wurden mit 60-Tankwagen-Zügen erzielt, die von Antonito nach Westen fuhren. Die Gramps-Ölfelder im Süden Colorados lieferten Ölfracht für Züge von Chama nach Antonito. Diese Einnahmesteigerung rettete die Linie vorerst vor der Stilllegung.
Neben diesen wirtschaftlichen Erfolgen hat die Strecke von Antonio nach Chama allerdings einen gravierenden Nachteil: das größte Problem ist der Cumbres Pass, der 3.055 Meter über dem Meeresspiegel liegt. Die Höhenlage und verschiedene andere Faktoren führen zu massiven Schneestürmen. Dies veranlasste die Eisenbahngesellschaft, Schneeschleudern nach dem Patent Leslie zu kaufen. Die beiden, die auf der Pass-Strecke eingesetzt wurden und werden, sind Rotary OM und Rotary OY. Sie wurden früher von Alamosa aus eingesetzt, heute sind beide Maschinen in Chama stationiert und wenden bei Beräumungseinsätzen am Big Horn Loop. Durchschnittlich alle fünf bis sechs Jahre fallen im Winter bis zu 12,7 Meter Schnee auf dem Cumbres Pass. Diese Schneestürme waren eine enorme finanzielle Belastung für die Eisenbahngesellschaft. Der „Urvater aller Schneestürme“ ereignete sich im Winter 1951/1952. Dies war der schlimmste Winter, der jemals auf der Strecke verzeichnet wurde, und einer der ausschlaggebenden Faktoren, dass in den 1960er Jahren über die Stilllegung nachgedacht wurde.
Im September 1968 reichte die Denver and Rio Grande Western Railroad die Stilllegung ihrer Schmalspurbahnen ein. Im April 1969 wurde in New Mexico ein Gesetz unterzeichnet, das dem Bundesstaat New Mexico den Kauf der Strecke zwischen Chama und Antonito ermöglichte. 1970 verabschiedete Colorado ein ähnliches Gesetz. Die beiden Bundesstaaten übernahmen die gemeinsame Eigentümerschaft der Strecke und 1971 wurde die Cumbres and Toltec Scenic Railroad gegründet.

## Streckenverlauf
Die Strecke beginnt am ehemaligen Knotenpunkt in Chama, von wo u. a. früher eine Strecke nach Durango führte.
Sie verläuft mit starken Steigungen, die oftmals das Vorspannen weiterer Lokomotiven erfordern, bis zum Cumbres-Pass auf 3053 Meter Höhe. Mit einer Zwischenstation in Osier steigt sie leicht auf die Hochebene von Colorado ab. Die Strecke mäandriert stark und überschreitet nach Osier 11 Mal die Grenze der Bundesstaaten New Mexico und Colorado, bis sie schließlich den Endpunkt Antonito erreicht.
Die Strecke überquert insgesamt auf drei großen Stahlbrücken kleinere Flussläufe, besitzt viele kleinere Holzbrücken und zwei Tunnel.

## National Historic Landmark
1971 wurde die Strecke erstmals als Museumsbahn befahren. 1976 wurde die Eisenbahnlinie als Historic District in das National Register of Historic Places (NRHP) aufgenommen (2007 erweitert); 2012 wurden die gesamte Strecke und die im historischen Zustand erhaltenen bzw. restaurierten Bauwerke als National Historic Landmark District (NHLD) in den Bundesstaaten Colorado und New Mexico ausgezeichnet.

## Betrieb
Die Cumbres and Toltec Scenic Railroad ist zwischen Ende Mai und Ende Oktober in Betrieb. Jeden Morgen fährt je ein Zug von Antonito sowie von Chama ab. Beide Züge treffen sich zum Mittagessen in Osier (Colorado). Danach haben die Fahrgäste die Möglichkeit, weiterzufahren, oder sie können den Zug wechseln und zu ihrem Ausgangspunkt zurückkehren. Sobald der westwärts fahrende Zug den Cumbres Pass erreicht, haben die Passagiere die Möglichkeit, in Reisebusse umzusteigen, um nach Antonito zurückzukehren, oder weiter zu fahren. Der Continental Divide Trail führt Wandernde auch über den Cumbres Pass. Die Eisenbahn bietet diesen Wanderern auf Wunsch eine Fahrt vom Pass den Berg hinunter an. Am Ende der jeweiligen Zugfahrt werden erneut Reisebusse für Passagiere bereitgestellt, um zum Ausgangsbahnhof zu gelangen. Die Reisebusfahrt dauert etwa eine Stunde.
Zusätzlich zum durchgehenden Service bietet die C&TSRR während der Saison verschiedene Sonderfahrten an, beispielsweise Dinner-Züge. An einigen Tagen während der Weihnachtszeit bietet die Eisenbahngesellschaft spezielle „Weihnachtsmann-Züge“ von beiden Endbahnhöfen aus an, und die Fahrgäste werden ermutigt, Geschenke und/oder Lebensmittel als Spenden für Bedürftige mitzubringen.

## Fahrzeuge
Derzeit umfasst der gesellschaftseigene Fahrzeugpark insgesamt 13 Lokomotiven, von denen zehn mit Dampf und drei mit Diesel betrieben werden. Dazu kommen zwei für Dritte eingestellte Dampflokomotiven, die für diese gewartet und für Sonderfahrten eingesetzt werden.
Von den zehn eigenen Dampflokomotiven sind vier im Betriebseinsatz, drei sind als nicht fahrbereite Ausstellungsstücke zu sehen, eine ist im Umbau auf Ölfeuerung, eine ist in Restaurierung und eine ist für eine zukünftige Restaurierung eingelagert.
Dazu kommen derzeit etwa 20 Personenwagen, darunter normaldachige und solche mit Oberlichtaufbau sowie einige Offenwagen. Es gibt zudem Bistrowagen und welche für den Zugang mobilitätseingeschränkter Personen, die sogenannten ADA-Wagen. Die Wagen werden in den drei Klassen Coach, Deluxe (vergleichbar mit 1. Klasse) und Parlor (Luxusklasse) angeboten. Eine übliche Zuggarnitur besteht aus zwei Lokomotiven, drei Coaches, einem ADA-Wagen, einem Offenwagen, einem Deluxe- und einem Parlor-Wagen.
Darüber hinaus besitzt die C&TSRR etwa ein Dutzend Güterwagen, die dauerhaft ausgestellt sind und gelegentlich für Historienfahrten eingesetzt werden. Außerdem stehen als Dienstfahrzeuge die zwei Schneeschleudern zur Verfügung, wobei die aus den 1880er Jahren stammende Rotary OM wegen technischer Probleme seit den 1970ern abgestellt ist. Die in den 1920ern gebaute Rotary OY wurde zuletzt im späten Winter 2020/2021 aus Anlass des 50. Gründungsjubiläums der Museumsbahn eingesetzt.
| Dampflokomotiven  |       |                        |                                        |               |       |                                                         |                                  |                                              |  |
| 463               | 2-8-2 | Rio Grande K-27        | Baldwin Locomotive Works               | 1903          | 21788 | Denver and Rio Grande Western Railroad                  | im Dienst                        |                                              |  |
| 483               | 2-8-2 | Rio Grande K-36        | Baldwin Locomotive Works               | 1925          | 58584 | Denver and Rio Grande Western Railroad                  | nicht betriebsbereit ausgestellt |                                              |  |
| 484               | 2-8-2 | Rio Grande K-36        | Baldwin Locomotive Works               | 1925          | 58585 | Denver and Rio Grande Western Railroad                  | im Dienst                        |                                              |  |
| 487               | 2-8-2 | Rio Grande K-36        | Baldwin Locomotive Works               | 1925          | 58588 | Denver and Rio Grande Western Railroad                  | im Umbau                         | soll bis 2024 auf Ölfeuerung umgebaut werden |  |
| 488               | 2-8-2 | Rio Grande K-36        | Baldwin Locomotive Works               | 1925          | 58589 | Denver and Rio Grande Western Railroad                  | im Dienst                        |                                              |  |
| 489               | 2-8-2 | Rio Grande K-36        | Baldwin Locomotive Works               | 1925          | 58590 | Denver and Rio Grande Western Railroad                  | im Dienst                        |                                              |  |
| 492               | 2-8-2 | Rio Grande K-37        | Baldwin Locomotive Works Burnham Shops | 1928          | 20749 | Denver and Rio Grande Western Railroad                  | in Restaurierung                 |                                              |  |
| 494               | 2-8-2 | Rio Grande K-37        | Baldwin Locomotive Works Burnham Shops | 1928          | 20748 | Denver and Rio Grande Western Railroad                  | ausgestellt                      |                                              |  |
| 495               | 2-8-2 | Rio Grande K-37        | Baldwin Locomotive Works Burnham Shops | 1928          | 20522 | Denver and Rio Grande Western Railroad                  | ausgestellt                      |                                              |  |
| 497               | 2-8-2 | Rio Grande K-37        | Baldwin Locomotive Works Burnham Shops | 1930          | 20521 | Denver and Rio Grande Western Railroad                  | nicht betriebsbereit eingelagert |                                              |  |
| 168*              | 4-6-0 | T-12                   | Baldwin Locomotive Works               | 1883          | 6670  | Denver and Rio Grande Railroad                          | im Dienst                        |                                              |  |
| 315*              | 2-8-0 | C-18                   | Baldwin Locomotive Works               | 1895          | 14352 | Florence and Cripple Creek Railroad                     | im Dienst                        |                                              |  |
| Diesellokomotiven |       |                        |                                        |               |       |                                                         |                                  |                                              |  |
| 15                | (B-B) | GE 47-Ton (Center-Cab) | General Electric (GE)                  | 1943          | 27538 | Oahu Railway and Land Company, Georgetown Loop Railroad | im Dienst                        |                                              |  |
| 19                | (B-B) | GE 47-Ton (Center-Cab) | General Electric (GE)                  | 1943          | 27539 | Oahu Railway and Land Company                           | im Dienst                        |                                              |  |
| 114               | (C-C) | DL-535E                | Montreal Locomotive Works              | November 1982 | 61234 | White Pass and Yukon Railway                            |                                  | wurde im November 2023 gekauft               |  |

* Nr. 168 ist Eigentum der Stadt Colorado Springs und Nr. 315 ist Eigentum der Durango Railroad Historical Society. Beide Lokomotiven werden gemäß Vereinbarungen mit ihren jeweiligen Eigentümern bei der C&TSRR gelagert, gewartet und für Sonderfahrten eingesetzt, weshalb sie in dieser Liste aufgeführt sind.

## Trivia
Über die Jahrzehnte diente die Bahnstrecke zahlreichen Filmproduktionen und Dokumentationen als Kulisse. Unter anderen wurden hier gedreht:
- Die Letzten vom Red River (im Original: The Good Guys and the Bad Guys), 1969
- Shoot Out mit Gregory Peck, 1971
- Die Geier warten schon (im Original: Showdown), 1973
- The Fortune mit Jack Nicholson und Warren Beatty, 1975
- 700 Meilen westwärts (im Original: Bite the Bullet), 1975
- Duell am Missouri (im Original: The Missouri Breaks), 1976
- Butch & Sundance – Die frühen Jahre, 1979
- Indiana Jones und der letzte Kreuzzug, 1989
- Ghost Trains of the Old West, 1990
- America's Historic Steam Railroads: Cumbres and Toltec Scenic Railroad, 1999
- A Million Ways to Die in the West, 2014
- Feinde – Hostiles, 2017
- The Harder They Fall, 2021